# Furcifer nicosiai
Espèce
Statut de conservation UICN

 EN B1ab(iii) : En danger
Statut CITES
Furcifer nicosiai est une espèce de sauriens de la famille des Chamaeleonidae.

## Répartition
Cette espèce est endémique de la région de Melaky à Madagascar. Elle se rencontre dans la réserve naturelle intégrale du Tsingy de Bemaraha.

## Publication originale
- Jesu, Mattioli & Schimmenti, 1999 : On the discovery of a new large chameleon inhabiting the limestone outcrops of western Madagascar: Furcifer nicosiai sp. nov. (Reptilia, Chamaeleonidae). Doriana, vol. 8, n. 311, p. 1-14.